# Fasciculus arcuatus

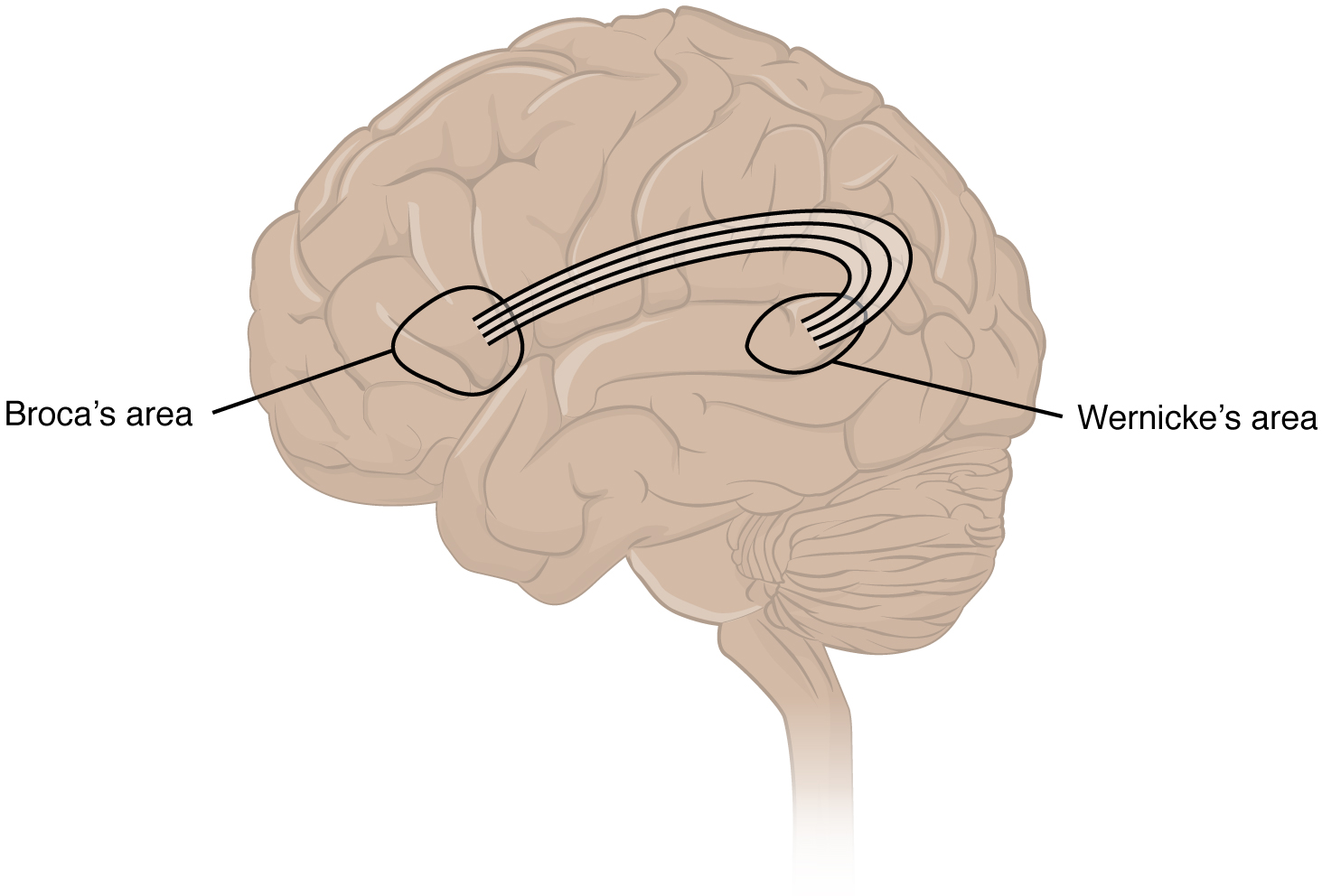
Menschliches Gehirn, betrachtet von links

Als Fasciculus arcuatus („gebogenes Bündel“) wird anatomisch eine Leitungsbahn im Gehirn bezeichnet, die innerhalb der menschlichen Großhirnhemisphäre mit Assoziationsfasern zwischen Bereichen der Großhirnrinde verbindet, dem Wernicke-Areal im hinteren Temporallappen und dem Broca-Areal im unteren Frontallappen.

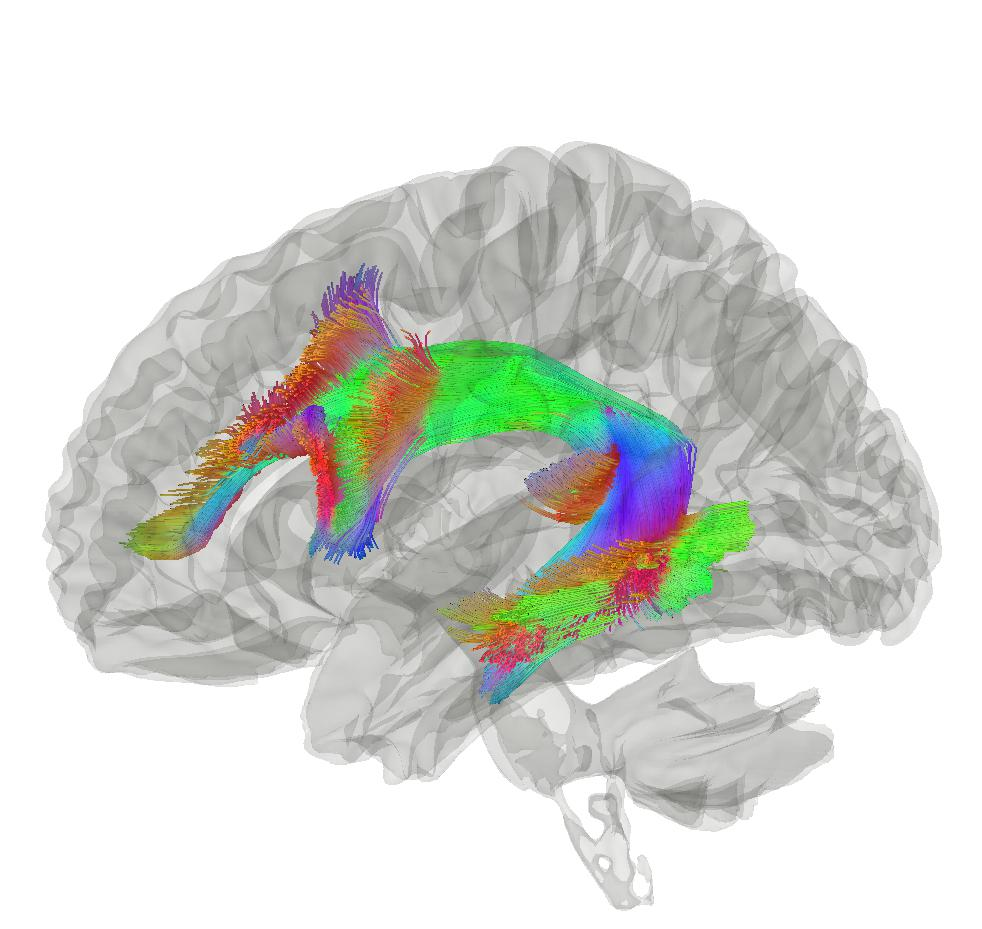
Fasciculus arcuatus dargestellt im Konnektom-Modell (Tractographie)

Die Bezeichnung Fasciculus arcuatus wurde 1822 von Karl Friedrich Burdach wegen des bogenförmigen Verlaufs der längeren Nervenfasern geprägt. Auch wenn Schädigungen dieser Leitungsbahn zu charakteristischen Sprachstörungen führen (Leitungsaphasie), wird nach neueren Untersuchungen eine komplexere Verschaltung der beiden Hirnareale angenommen.
Die Verknüpfung des hinteren Temporallappens mit dem Frontallappen scheint auch für die Fähigkeit von Bedeutung, sich in andere hineinzuversetzen und zu verstehen, was andere denken und wie sie reagieren (Theory of Mind). Kinder entwickeln diese Fähigkeit erst dann, wenn sich die Verknüpfung durch den Fasciculus arcuatus ausgebildet hat. Affen zeigen diese Fähigkeit ebenfalls, jedoch in deutlich geringerem Ausmaß, was womöglich auf die bei Affen weniger ausgeprägte Faserverbindung zurückzuführen ist.
Daneben sind benachbarte Hirnstrukturen wie der Fasciculus longitudinalis superior und Faserbündel der Capsula extrema an Verschaltungen eines neuronalen Netzes beteiligt, das auditorische Signale im Sinne sprachlicher Laute verarbeitet und die Sprachproduktion beeinflusst. Vergleichsstudien an Gehirnen lebender Affen und Menschen mithilfe der diffusionsgewichteten und funktionellen Magnetresonanztomographie (fMRT) zeigten eine dem menschlichen Fasciculus arcuatus homologe Leitungsbahn ausgehend vom auditorischen Cortex auch bei anderen Primaten. Gemeinsame evolutionäre Vorläufer des menschlichen „Sprachnetzwerks“ erscheinen damit älter als bisher vermutet.